# Šárka Cimbalová
Šárka Cimbalová (* 15. července 1969 Praha) je česká filmová producentka. Je členkou European Film Academy a zároveň členkou České filmové a televizní akademie.

## Kariéra
Od roku 1991 pracovala v produkčních společnostech Etamp film a Etic film podílejících se na výrobě zahraničních filmových zakázek v České republice, např. Sněhurka – Příběh hrůzy (1997), Harrisonovy květy (2000), Aféra s náhrdelníkem (2001), Hartova válka (2002), Kletba bratří Grimmů (2005), Oliver Twist (2005), Hannibal – Zrození (2007) a celé řadě dalších.
V roce 2013 spoluzaložila produkční společnost Marlene Film Production, jejímž debutovým snímkem byl Pohádkář (2014) Vladimíra Michálka. Dalším úspěšným projektem společnosti byla filmová pohádka režiséra Jiřího Stracha Anděl Páně 2 (2016). Film se stal nejnavštěvovanějším filmem roku 2016 s 1 279 142 diváky. Jejím dalším producentským počinem je film Šarlatán (2020), inspirovaný skutečnými osudy léčitele Jana Mikoláška. Natočila jej v roce 2019 s režisérkou Agnieszkou Holland v hlavní roli s Ivanem Trojanem a Jurajem Lojem. Film byl úspěšný u českých diváků a filmových kritiků, ale i na nejprestižnějších světových festivalech, odkud si odnesl celou řadu ocenění. Prosadil se i na shortlist patnácti nejlepších světových neanglicky mluvících filmů nominovaných na Oscara 2021.

## Ocenění
Jako jeho producentka je držitelkou ocenění Český lev za nejlepší film roku 2020 spolu s Kevanem van Thompsonem za film Šarlatán.